# Fredric March
Fredric March (właśc. Ernest Frederick McIntyre Bickel; ur. 31 sierpnia 1897 w Racine, zm. 14 kwietnia 1975 w Los Angeles) – amerykański aktor filmowy, teatralny i telewizyjny. Laureat dwóch Oscarów za pierwszoplanowe role w filmach Doktor Jekyll i pan Hyde (1931) oraz Najlepsze lata naszego życia (1946).

## Filmografia
- 1930: Parada Paramountu jako żołnierz
- 1930: Królewska rodzina Broadwayu jako Tony Cavendish
- 1931: Doktor Jekyll i pan Hyde jako doktor Jekyll i pan Hyde
- 1932: Uśmiech szczęścia jako Jerry Corbett
- 1932: Pod znakiem Krzyża jako prefekt Marek Superbus
- 1932: Uśmiech szczęścia jako Kenneth Wayne
- 1934: Sprawa Celliniego jako Benvenuto Cellini
- 1935: Nędznicy jako Jean Valjean / Champmathieu
- 1935: Anna Karenina jako Wroński
- 1935: Czarny anioł jako Alan Trent
- 1937: Narodziny gwiazdy jako Norman Maine
- 1938: Korsarz jako Jean Lafitte
- 1938: Przygoda we dwoje jako Bill Spencer
- 1940: Victory jako Hendrik Heyst
- 1942: Ożeniłem się z czarownicą jako Jonathan/Nathaniel/Samuel i Wallace Wooley
- 1946: Najlepsze lata naszego życia jako Al Stephenson
- 1951: Śmierć komiwojażera jako Willy Loman
- 1954: Mosty Toko-Ri jako adm. Tarrant
- 1955: Godziny rozpaczy jako Daniel C. Hilliard
- 1956: Aleksander Wielki jako Filip II, król Macedonii
- 1956: Człowiek w szarym garniturze jako Ralph Hopkins
- 1960: Kto sieje wiatr jako Matthew Harrison Brady
- 1964: Siedem dni w maju jako prezydent Jordan Lyman
- 1967: Hombre jako doktor Alex Favor

## Nagrody
- Nagroda Akademii Filmowej
  - 1932: Doktor Jekyll i pan Hyde (Najlepszy Aktor Pierwszoplanowy)
  - 1947: Najlepsze lata naszego życia (Najlepszy Aktor Pierwszoplanowy)
- Złoty Glob 1952: Śmierć komiwojażera (Najlepszy Aktor w Dramacie)
- Nagroda na MFF w Berlinie 1960: Kto sieje wiatr (Najlepszy Aktor)